# اچ‌ام‌ای‌اس بالیک‌پاپان (ال ۱۲۶)
اچ‌ام‌ای‌اس بالیک‌پاپان (ال ۱۲۶) (به انگلیسی: HMAS Balikpapan (L 126)) یک کشتی است که طول آن ۴۴٫۵ متر (۱۴۶ فوت) می‌باشد. این کشتی در سال ۱۹۷۱ ساخته شد.